# Oman na Mistrzostwach Świata w Lekkoatletyce 2011
Oman na Mistrzostwach Świata w Lekkoatletyce 2011 – reprezentacja Omanu podczas czempionatu w Daegu liczyła 1 zawodnika.

## Występy reprezentantów Omanu

### Mężczyźni

#### Konkurencje biegowe
| Konkurencja   | Zawodnik                 | Runda 1  | Runda 1 | Runda 2  | Runda 2 | Półfinał | Półfinał | Finał    | Finał   |
| Konkurencja   | Zawodnik                 | Rezultat | Pozycja | Rezultat | Pozycja | Rezultat | Pozycja  | Rezultat | Pozycja |
| ------------- | ------------------------ | -------- | ------- | -------- | ------- | -------- | -------- | -------- | ------- |
| Bieg na 400 m | Ahmed Mohamed Al-Marjeby |          |         | 47,99    | 31      |          |          |          |         |